# Salsola apiciflora
Salsola apiciflora är en amarantväxtart som beskrevs av Viktor Petrovitj Botjantsev. Salsola apiciflora ingår i släktet sodaörter, och familjen amarantväxter. Inga underarter finns listade i Catalogue of Life.